# Wi Jong-sim
Wi Jong-sim (Condado de Sinhung, Provincia de Hamgyŏng del Sur, Corea del Norte, 13 de octubre de 1997) es una futbolista norcoreana que juega como delantera, en el 4.25 SC de la Liga de fútbol de Corea del Norte. Es también internacional con la selección de Corea del Norte desde 2014.

## Trayectoria.
Wi Jong-sim debutó en el club de Kalmaegi perteneciente a la Marina Popular de Corea. En 2019 fue nominada entre las mejores deportistas del año de su país, cuando vestia la camiseta del Kalmaegi.
En el 2021 fue transferida al 4.25 SC el club del Ejército Popular de Corea. En la temporada 2021-22 fue seleccionada como la mejor jugadora del campeonato.
En el 2022 fue seleccionada entre los mejores deportistas de Corea del Norte.

## Selección nacional

### Selecciones inferiores.

#### Campeonato Femenino Sub-16 de la AFC de 2013
Wi Jong-sim fue seleccionada para competir en el Campeonato Femenino Sub-16 de la AFC de 2013. La selección de Corea del Norte quedó en el grupo B junto a Taiwán y Jordania. En su debut, la selección norcoreana ganó por 6-0 sobre Jordania con un gol de Wi Jong-sim. En el segundo juego,venció a Taiwán por 10-0, con un doblete de Wi Jong-sim.
En semifinales, Corea del Norte enfrentó a China y ganó el encuentro por 3-1. En la final, empató con Japón 1-1, pero Corea del Norte perdió 5-6 en la tanda de penales. A pesar de la derrota, Corea del Norte clasificó a la Copa Mundial Femenina de Fútbol Sub-17 de 2014.

#### Copa Mundial Femenina de Fútbol Sub-17 de 2014
Wi Jong-sim fue seleccionada en el equipo final que representó a Corea del Norte. El equipo norcoreano quedó en el grupo B. En el primer partido, perdió 2-0 contra la selección de Ghana. En el segundo encuentro, Corea empató con Canadá 1-1. En el último juego, Corea del Norte le ganó 4-3 al equipo de Alemania. Corea del Norte obtuvo cuatro puntos, que no fueron suficientes para clasificarse a la siguiente ronda.

#### Campeonato Femenino Sub-19 de 2015
Wi Jong-sim fue convocada para participar en el Campeonato Asiático Femenino Sub-19 que se celebró en China en el año 2015. Corea del Norte, en el Grupo B, obtuvo los 9 puntos, venciendo a Tailandia por 5-0; en el segundo encuentro, superó a Irán por 9-0, donde Wi Jong-sim anotó el tercer gol. En el último partido de la fase de grupos, Corea del Norte venció a Corea del Sur por 1-0.
En las semifinales, la selección de Corea del Norte venció a China por 2-0 y en la final jugó contra el equipo japonés. El partido finalizó en empate 0-0 en tiempo reglamentario y Corea del Norte perdió en la tanda de penales, donde Wi falló el último penal del partido.

#### Copa Mundial Femenina de Fútbol Sub-20 de 2016
En el 2016, se disputó la Copa Mundial Femenina sub-20 en Papúa Nueva Guinea, Wi Jong Sim formó parte de la selección de Corea del Norte. Corea del Norte obtuvo los 9 puntos, en el grupo A, en el primer partido venció a Suecia por 2-0, en el segundo encuentro venció a Brasil 4-2, en el último partido de la fase de grupos, Corea del Norte goleó al local Papúa Nueva Guinea por 7-1, en ese duelo, Wi Jong Sim anotó un gol.
En cuartos de final, la selección de Wi se enfrentó a España, Corea logró superar a España 3-2, con un gol de Kim Phyong-hwa en el tiempo extra. En semifinales Corea del Norte gana su partido 2-1 sobre la selección de los Estados Unidos. En la final Corea del Norte se enfrentá al equipo francés. Francia se adelanta en el marcador con un gol en el minuto 17, Wi Jong-sim logra anotar el gol del empate en el minuto 37 de juego, en el segundo tiempo Corea del Norte anotaría dos goles más para colocar el marcador final de 3-1 y conquista la Copa Mundial sub-20.

### Selecciones Absoluta.

#### Juegos Asiáticos 2014
Wi Jong-sim fue convocada en 2014 para la competición de los Juegos Asiáticos, que se llevaron a cabo en Incheon, Corea del Sur, cuando tenía 16 años, convirtiéndose en la futbolista más joven tanto de la convocatoria de Corea del Norte como del campeonato.
En el debut contra la selección vietnamita, Corea del Norte ganó por 5-0. En el segundo juego, Wi Jong-sim anotó su primer gol internacional contra el equipo de Hong Kong, y Corea del Norte ganó repitiendo el marcador del partido anterior.
En la fase eliminatoria, Corea del Norte derrotó por la mínima a China en los cuartos de final, y en semifinales venció al anfitrión Corea del Sur con un marcador de 1-2. En la final, el equipo norcoreano se llevó la medalla de oro al vencer a Japón por 3-1.

#### Campeonato Femenino de Fútbol de Asia Oriental 2015
En el año 2015, durante el Campeonato Femenino de Fútbol de Asia Oriental, Kim Kwang-min decidió incluir a Wi Jong-sim en la convocatoria de la selección nacional.
El campeonato consistía en un cuadrangular que incluía a las selecciones absolutas de China, Japón y Corea del Sur. Corea del Norte debutó con una victoria 4-2 sobre el combinado japonés, y Wi Jong-sim entró desde el banco de suplentes en el minuto 67 del juego.
En el segundo partido, contra la selección de fútbol de China, Wi anotó un doblete, y el partido terminó 2-3 a favor del equipo norcoreano, asegurándole los 6 puntos. El último partido fue contra la selección de Corea del Sur, que Corea del Norte ganó 2-0, obteniendo los nueve puntos y conquistando el Campeonato Femenino de Fútbol de Asia Oriental.
Wi Jong-sim, con 17 años de edad, fue seleccionada como la jugadora más valiosa del campeonato (MVP).

#### Clasificación para la Copa Asiática Femenina de la AFC de 2018 (2017)
En el 2017, comenzó las clasificatorias para la Copa Asiática de la AFC 2018, en este caso Corea del Norte ejerció de local todos los partidos del grupo B compuesto por Corea del Sur, la India, Uzbekistán y Hong Kong. En el primer juego Corea del Norte goleó a India por 8-0, Wi Jong-sim anotó un doblete. El segundo encuentro el equipo norcoreano supero 5-0 al combinado de Hong Kong. En el tercer duelo Corea del Norte se enfrentó a su clásico rival Corea del Sur, el clásico de Corea terminó empatado 1-1. El último partido del grupo para Corea del Norte fue contra el equipo de Uzbekistán, ganando 4-0. A pesar de no perder ningún partido Corea del Norte quedó en el segundo puesto del grupo superado por Corea del Sur quien tenía mejor diferencia de gol, lo que significa que el equipo surcoreano clasificó a la Copa Asiática. la no clasificación a la Copa Asiática Femenina de la AFC de 2018 significo la eliminación de la escuadra norcoreana también de la Copa Mundial 2019.

#### Campeonato Femenino de Fútbol de Asia Oriental 2017
En el año 2017, se disputó el Campeonato Femenino de Fútbol de Asia Oriental, donde Wi Jong-sim fue convocada nuevamente para participar por segunda vez en la competición.
En esta ocasión, Wi Jong-sim dejó de jugar en la posición de delantera para ser seleccionada como centrocampista. En el primer duelo, la selección norcoreana derrotó a China por 2-0; en el segundo encuentro, el combinado norcoreano venció a Corea del Sur por la mínima diferencia. En el último partido, Corea del Norte superó a Japón por 2-0, obteniendo un puntaje perfecto de 9 puntos y ganando todos los premios de la competición, convirtiéndose así en bicampeón del Campeonato Femenino de Fútbol de Asia Oriental.
Wi Jong-sim fue titular en todos los juegos.

#### Juegos Asiáticos 2018
En el 2018, los Juegos Asiáticos se disputaron en Yakarta, Indonesia, Wi Jong-sim fue convocada por el entrenador Kim Kwang-min.
Corea del Norte debutó en la fase de grupos contra la selección de Tayikistán, ganando su duelo por un marcador de 16-0. En el segundo partido, el equipo de Wi ganó 8-0 contra la selección de Hong Kong. En el último partido, perdió por 2-0 contra la selección de China, ocupando así el segundo lugar del grupo.
En cuartos de final, se enfrentó a la selección de Japón. El partido terminó 2-1 a favor del equipo japonés, lo que resultó en la eliminación de Corea del Norte de los Juegos Asiáticos 2018, quedando fuera del podio.

#### Copa Chipre 2019
En el año 2019, Corea del Norte decidió boicotear tanto el preolímpico como el Campeonato Femenino de Fútbol de Asia Oriental debido a que se jugarían en suelo surcoreano.
Por este motivo, la única competición en la que participó Wi Jong-sim fue la Copa Chipre 2019, siendo convocada por el entrenador Kim Kwang-min. Corea del Norte superó el Grupo A con puntaje perfecto (9 puntos), primero venciendo a la República Checa por 4-2. En el segundo duelo, derrotaron al equipo sudafricano por 4-1, con Wi Jong-sim marcando el cuarto gol del partido y recibiendo una amonestación en el minuto 62. Finalmente, en el último partido del grupo, Corea del Norte venció a Finlandia por la mínima diferencia.
En la final, se enfrentaron a la selección italiana. El partido terminó empatado 2-2 en el tiempo reglamentario, y ambas naciones jugaron tiempo extra, el cual también finalizó con empate, con un marcador de 3-3. En la tanda de penales, Corea del Norte ganó el juego por un marcador de 7-6, obteniendo así el título de la Copa Chipre.Aquel partido Wi recibió una tarjeta amarilla.
Wi Jong-sim fue la delantera titular en todos los partidos.

#### Juegos Asiáticos 2022
Tras años de inactividad relacionados con la pandemia de COVID-19, los deportistas norcoreanos se retiran de la mayoría de las competiciones por órdenes gubernamentales, ya que el país esta cerrado. Sin embargo, en el año 2023, se desarrollan los Juegos Asiáticos 2022 en Hangzhou, China, y la selección de fútbol femenino de Corea del Norte participa, junto a múltiples atletas norcoreanos, poniendo fin a los años de aislamiento deportivo por el coronavirus. Esta vez, con Ri Yu-il como entrenador, quien dentro de la nómina de futbolistas convoca a Wi Jong-sim y se convierte en la capitana del equipo coreano.
El grupo C estaba conformado por Corea del Norte, Singapur y el equipo de Camboya,pero semanas antes de la competición, la selección camboyana anuncia que abandonará la competición,dejando el grupo C solo compuesto por Corea del Norte y Singapur. Se definió jugar dos partidos para determinar quién clasifica a la siguiente ronda.
En el primer partido, Wi Jong-sim jugó como defensora central y fue la capitana del equipo. La selección de Corea del Norte ganó 7-0. En el segundo y último duelo de la fase de grupos, la selección norcoreana superó 10-0 a la selección de Singapur,clasificándose a cuartos de final.
En cuartos de final, la selección de Corea del Norte enfrentó al equipo de Corea del Sur, donde Wi Jong-sim fue la capitana de su equipo. Corea del Norte ganó por goleada con un marcador de 4-1.
En semifinales, la selección de Corea del Norte se enfrentó a la selección de Uzbekistán. La escuadra norcoreana ganó el partido de semifinales, goleando por 8-0 a su rival.En la final, se enfrentó al equipo japonés por la medalla de oro. El partido terminó en derrota para Wi Jong-sim y su equipo, perdiendo 1-4 contra la selección japonesa. La selección norcoreana se quedó con la medalla de plata.

#### Preolímpico 2023-2024
Wi Jong-sim no participó en los primeros partidos del Torneo Preolímpico Femenino de la AFC 2024 que se disputaron en el año 2023 debido a una lesión de fascitis plantar.A pesar de ello, el equipo norcoreano ganó su grupo, superando a China, Corea del Sur y Tailandia, clasificándose para la ronda eliminatoria por el cupo olímpico.
En el enfrentamiento eliminatorio, el equipo debió disputar un partido de ida y vuelta contra la selección japonesa. El encuentro de ida estaba programado para jugarse en el Estadio Kim Il-sung el día 24 de febrero de 2024, pero debido a una petición de la JFA aceptada por la AFC, se cambió la sede de Corea del Norte a un estadio neutral en Arabia Saudita.En la tercera ronda, Wi Jong-sim se recuperó de su lesión y fue convocada por Ri Yu-il para enfrentar el partido clasificatorio de los Juegos Olímpicos. El primer partido contra la selección japonesa se jugó en Yeda, terminando en empate 0-0.En el partido de vuelta en Tokio, la selección norcoreana perdió 2-1, lo que significó su eliminación de los Juegos Olímpicos de París 2024. Wi Jong-sim recibió una tarjeta amarilla en el segundo juego.

## Clubes
| Club        | País            | Año       |
| ----------- | --------------- | --------- |
| Kalmaegi SC | Corea del Norte | 2014-2021 |
| 4.25 SC     | Corea del Norte | 2021-     |